# Beate Liebich
Beate Liebich (República Democrática Alemana, 21 de diciembre de 1958) es una atleta alemana retirada especializada en la prueba de 1500 m, en la que consiguió ser medallista de bronce europea en pista cubierta en 1982.

## Carrera deportiva
En el Campeonato Europeo de Atletismo en Pista Cubierta de 1982 ganó la medalla de bronce en los 1500 metros, con un tiempo de 4:06.70 segundos, tras la italiana Gabriella Dorio  y la también alemana Brigitte Kraus (plata con 4:04.22 segundos).